# Esino Lario
Esino Lario – miejscowość i gmina we Włoszech, w regionie Lombardia, w prowincji Lecco. Według danych na rok 2004 gminę zamieszkiwało 798 osób, 44,3 os./km².
W czerwcu 2016 odbyła się tam Wikimania.